# WWE 머니 인 더 뱅크

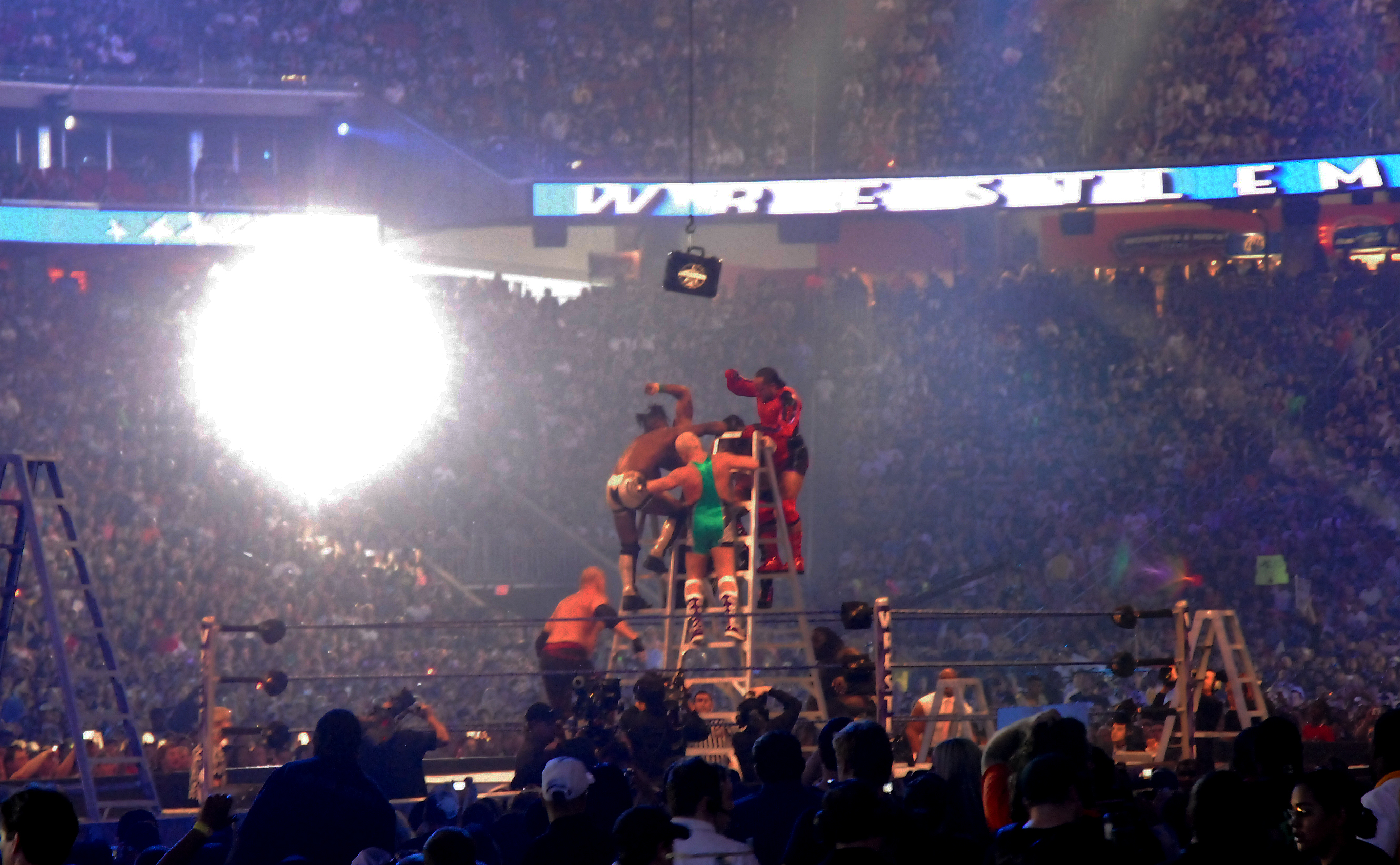
WWE 레슬매니아 25

머니 인 더 뱅크(Money in the Bank)는 미국 프로레슬링 단체 WWE의 페이퍼뷰이다. 이 경기는 2005년 WWE의 4대 페이 퍼 뷰중 하나인 WWE 레슬매니아(WrestleMania)21에서 처음 시도되었으며, 맨 처음 열렸던 2005년과 2006년은 6인 경기로 이루어졌으나 2007년부터 2009년까지는 8인 경기로, 2010년 WWE 레슬매니아 26에서 벌어진 경기에서는 10인의 선수가 출전하여 경기를 치렀다. 또한 같은 해 인 2010년에는 페이 퍼 뷰인 WWE 머니 인 더 뱅크 (2010)이 신설되어 2010년엔 WWE 레슬매니아 26에서 머니 인 더 뱅크 한번 WWE 머니 인 더 뱅크 (2010)에서 세분화된 RAW와 스맥다운 머니 인 더 뱅크 2번 총 3번이 열렸고 2011년부터 2013년까지는 레슬매니아에선 열리지 않고 머니 인 더 뱅크 페이 퍼 뷰에서 만 두 번(WWE 챔피언십 머니 인 더 뱅크 경기,WWE 월드 헤비웨이트 챔피언십 머니 인 더 뱅크 경기) 열리게 된다. 2014년부터 머니 인 더 뱅크 페이 퍼 뷰에서만 한 번(WWE 챔피언십 머니 인 더 뱅크 경기) 열리고, 2017년에는 스맥다운 독점 페이 퍼 뷰 로 진행되었고 역사상 최초로 위민스 머니 인 더 뱅크가 신설되었다. 2018년부터는 양대 브랜드 페이 퍼 뷰 로 개최된다.

## 경기 규칙
- 현재 WWE에서 치러지는 사다리 경기와 경기 룰이 동일하며 제일 먼저 사다리 위로 올라가 공중에 매달린 가방을 따내는 사람이 승리한다.
- (2005년~ 2010년) 머니 인 더 뱅크 계약서가 존재했으며, WWE 챔피언십 이나 WWE 월드 헤비웨이트 챔피언십에 가방을 따고 내년 레슬매니아까지 언제든지 도전 할 수 있는 기회가 주어진다.
- (2010년~ 2013년) WWE 챔피언십 머니 인 더 뱅크 와 WWE 월드 헤비웨이트 챔피언십 머니 인 더 뱅크 2개가 존재했으며 WWE 챔피언십 머니 인 더 뱅크 우승자는 WWE 챔피언십. WWE 월드 헤비웨이트 챔피언십 머니 인 더 뱅크 우승자는 WWE 월드 헤비웨이트 챔피언십을 가방을 따고 1년 안에 언제든지 도전할 수 있는 기회가 주어진다.
- (2014년~ 2016년) WWE 챔피언십 머니 인 더 뱅크가 존재했으며 1년 안에 언제든지 도전할 수 있는 기회가 주어진다.
- (2017년) WWE 챔피언십 머니 인 더 뱅크 와 WWE 스맥다운 위민스 챔피언십 머니 인 더 뱅크 2개가 존재했으며 WWE 챔피언십 머니 인 더 뱅크 우승자는 WWE 챔피언십. WWE 스맥다운 위민스 챔피언십 머니 인 더 뱅크 우승자는 WWE 스맥다운 위민스 챔피언십을 가방을 따고 1년 안에 언제든지 도전할 수 있는 기회가 주어진다.
- (2018년~) 남성 머니 인 더 뱅크 와 여성 머니 인 더 뱅크 2개가 존재하며 남성 머니 인 더 뱅크 우승자는 WWE 챔피언십 또는 WWE 유니버셜 챔피언십, 여성 머니 인 더 뱅크 우승자는 WWE 러 위민스 챔피언십 또는 WWE 스맥다운 위민스 챔피언십을 가방을 따고 1년 안에 언제든지 도전할 수 있는 기회가 주어진다.

## 머니 인 더 뱅크 개최지
| 날짜            | 개최한 곳    | 경기장                 | 관중수      | 메인 이벤트 |
| --------------- | ------------ | ---------------------- | ----------- | --- |
| 2010년 7월 18일 | 캔자스시티   | 스프린트 센터          | 8,000       | 셰이머스 vs. 존 시나 (WWE 챔피언십, 스틸 케이지 매치) |
| 2011년 7월 17일 | 로즈먼트     | 올스테이트 아레나      | 14,815      | 존 시나 vs. CM 펑크 (WWE 챔피언십) |
| 2012년 7월 15일 | 피닉스       | US 에어웨이 센터       | 9,000       | 존 시나 vs. 빅 쇼 vs. 케인 vs. 크리스 제리코 vs. 더 미즈 (WWE 챔피언십 머니 인 더 뱅크 레더 매치) |
| 2013년 7월 14일 | 필라델피아   | 웰스 파고 센터         | 15,000      | 랜디 오턴 vs. 롭 밴 댐 vs. 대니얼 브라이언 vs. 크리스천 vs. CM 펑크 vs. 셰이머스 (WWE 챔피언십 "올스타" 머니 인 더 뱅크 레더 매치) |
| 2014년 6월 29일 | 보스턴       | TD 가든                | 15,653      | 존 시나 vs. 알베르토 델 리오 vs. 랜디 오턴 vs. 셰이머스 vs. 브레이 와이엇 vs. 세자로 vs. 로만 레인즈 vs. 케인 (WWE 챔피언십, 레더 매치) |
| 2015년 6월 14일 | 콜럼버스     | 네이션와이드 아레나    | 15,277      | 세스 롤린스 vs. 딘 앰브로스 (WWE 챔피언십, 레더 매치) |
| 2016년 6월 19일 | 패러다이스   | T-모바일 아레나        | 14,150      | 세스 롤린스 vs. 딘 앰브로스 (WWE 챔피언십) |
| 2017년 6월 18일 | 세인트루이스 | 스콧트레이드 센터      | 15,392      | 새미 제인 vs. 나카무라 신스케 vs. 돌프 지글러 vs. 케빈 오웬스 vs. 배런 코빈 vs. AJ 스타일스 (남성 머니 인 더 뱅크 레더 매치) |
| 2018년 6월 17일 | 로즈먼트     | 올스테이트 아레나      | 15,214      | 핀 베일러 vs. 브라운 스트로우먼 vs. 케빈 오웬스 vs. 바비 루드 vs. 더 미즈 vs. 사모아 조 vs. 루세프 vs. 코피 킹스턴 (남성 머니 인 더 뱅크 레더 매치) |
| 2019년 5월 19일 | 하트퍼드     | XL 센터                | 15,700      | 브록 레스너 vs. 드루 매킨타이어 vs. 배런 코빈 vs. 리코셰 vs. 랜디 오턴 vs. 핀 베일러 vs. 안드라데 vs. 알리 (남성 머니 인 더 뱅크 레더 매치) |
| 2020년 5월 10일 | 올랜도       | WWE 퍼포먼스 센터      | 무관중 경기 | 아스카 vs. 셰이나 배즐러 vs. 나이아 잭스 vs. 데이나 브룩 vs. 레이시 에반스 vs. 카멜라 (WWE 러 위민스 챔피언십 머니 인 더 뱅크 레더 매치) 알리스터 블랙 vs. A.J. 스타일스 vs. 레이 미스테리오 vs. 대니얼 브라이언 vs. 킹 코빈 vs. 오티즈 (남성 머니 인 더 뱅크 레더 매치) |
| 2020년 5월 10일 | 스탬퍼드     | WWE 글로벌 헤드쿼터스  | 무관중 경기 | 아스카 vs. 셰이나 배즐러 vs. 나이아 잭스 vs. 데이나 브룩 vs. 레이시 에반스 vs. 카멜라 (WWE 러 위민스 챔피언십 머니 인 더 뱅크 레더 매치) 알리스터 블랙 vs. A.J. 스타일스 vs. 레이 미스테리오 vs. 대니얼 브라이언 vs. 킹 코빈 vs. 오티즈 (남성 머니 인 더 뱅크 레더 매치) |
| 2021년 7월 18일 | 포트워스     | 디키즈 아레나          | 14,541      | 로만 레인즈 vs. 에지 (WWE 유니버셜 챔피언십) |
| 2022년 7월 2일  | 패러다이스   | MGM 그랜드 가든 아레나 | 12,076      | 세스 롤린스 vs. 오모스 vs. 리들 vs. 시어리 vs. 드루 매킨타이어 vs. 셰이머스 vs. 새미 제인 vs. 매드캡 모스 (남성 머니 인 더 뱅크 레더 매치) |
| 2023년 7월 1일  | 런던         | O2 아레나              | 18,885      | 블러드라인 (로만 레인즈 & 솔로 시코아) vs. 디 우소스 |
| 2024년 7월 6일  | 토론토       | 스코샤뱅크 아레나      | 19,858      | 코디 로즈 & 랜디 오턴 & 케빈 오웬스 vs. 블러드라인 (솔로 시코아 & 타마 통가 & 제이콥 파투) |
| 2025년 6월 7일  | 잉글우드     | 인튜이트 돔            | 17,069      | 코디 로즈 & 제이 우소 vs. 존 시나 & 로건 폴 |

## 역대 경기 목록
- 굵은 글씨가 우승자

| 날짜            | 장소         | 이벤트명                                            | 참석한 레슬러                                                                                              |
| --------------- | ------------ | --------------------------------------------------- | --- |
| 2005년 4월 3일  | 로스앤젤레스 | 레슬매니아                                          | 크리스 벤와, 크리스 제리코, 쉘턴 벤자민, 케인, 에지, 크리스챤                                              |
| 2006년 4월 2일  | 로즈먼트     | 레슬매니아                                          | 바비 레쉴리, 핀레이, 매트 하디, 쉘턴 벤자민, 릭 플레어, 랍밴댐                                             |
| 2007년 4월 1일  | 디트로이트   | 레슬매니아                                          | 에지, CM 펑크, 킹 부커, 제프 하디, 미스터 케네디, 매트 하디, 핀레이, 랜디 오턴                             |
| 2008년 3월 30일 | 올랜도       | 레슬매니아                                          | 존 모리슨, 크리스 제리코, CM 펑크, 쉘턴 벤자민, MVP, 칼리토, 미스터 케네디                                 |
| 2009년 4월 5일  | 휴스턴       | 레슬매니아                                          | CM 펑크, 마크 헨리, 케인, 쉘턴 벤자민, 크리스챤, MVP, 코피 킹스턴, 핀레이                                  |
| 2010년 3월 28일 | 피닉스       | 레슬매니아                                          | 크리스챤, 돌프 지글러, 케인, 쉘턴 벤자민, MVP, 잭 스웨거, 에반 본, 매트 하디, 드류 맥킨타이어, 코피 킹스턴 |
| 2010년 7월 18일 | 캔자스시티   | 머니 인 더 뱅크 (스맥다운)                          | 빅 쇼, 매트 하디, 크리스챤, 코피 킹스턴, 코디 로즈, 케인, 드류 맥킨타이어, 돌프 지글러                     |
| 2010년 7월 18일 | 캔자스시티   | 머니 인 더 뱅크 (러)                                | 랜디 오턴, 존 모리슨, 에반 본, 테드 디비아시, 크리스 제리코, 에지, 더 미즈, 마크 헨리                      |
| 2011년 7월 17일 | 로즈먼트     | 머니 인 더 뱅크 (스맥다운)                          | 케인, 신 카라, 다니엘 브라이언, 히스 슬레터, 저스틴 가브리엘, 웨이드 바렛, 코디 로즈, 셰이머스             |
| 2011년 7월 17일 | 로즈먼트     | 머니 인 더 뱅크 (러)                                | 알베르토 델 리오, 알렉스 라일리, R-트루, 잭 스웨거, 더 미즈, 에반 본, 레이 미스테리오, 코피 킹스턴         |
| 2012년 7월 15일 | 피닉스       | 머니 인 더 뱅크 (월드 헤비웨이트 타이틀 도전권)     | 신 카라, 크리스챤, 돌프 지글러, 데미안 샌도우, 산티노 마렐라, 텐사이, 타이슨 키드                          |
| 2012년 7월 15일 | 피닉스       | 머니 인 더 뱅크 (WWE 타이틀 도전권)                 | 존 시나, 빅 쇼, 케인, 크리스 제리코, 더 미즈( 前 WWE챔피언 출신들만 참가가능. )                            |
| 2013년 7월 14일 | 필라델피아   | 머니 인 더 뱅크 (월드 헤비웨이트 타이틀 도전권)     | 딘 앰브로스, 잭 스웨거, 안토니오 세자로, 데미안 샌도우, 코디 로즈, 판당고, 웨이드 바렛                     |
| 2013년 7월 14일 | 필라델피아   | 머니 인 더 뱅크 (WWE 타이틀 도전권,올스타전)        | 랜디 오턴, 다니엘 브라이언, 셰이머스, CM 펑크, 크리스챤, 랍밴댐 ( 前 월드챔피언 출신들만 참가. )           |
| 2014년 6월 29일 | 보스턴       | 머니 인 더 뱅크 (WWE 타이틀 도전권)                 | 코피 킹스턴, 랍밴댐, 딘 앰브로스, 세스 롤린스, 잭 스웨거, 돌프 지글러                                      |
| 2015년 6월 14일 | 콜럼버스     | 머니 인 더 뱅크 (WWE 타이틀 도전권)                 | 로만 레인즈, 랜디 오턴, 돌프 지글러, 셰이머스, 네빌, 코피 킹스턴, 케인                                     |
| 2016년 6월 19일 | 패러다이스   | 머니 인 더 뱅크 (WWE 타이틀 도전권)                 | 새미 제인, 크리스 제리코, 딘 앰브로스, 케빈 오웬스, 알베르토 델 리오, 세자로                               |
| 2017년 6월 18일 | 세인트루이스 | 머니 인 더 뱅크 (WWE 스맥다운 위민스 타이틀 도전권) | 샬럿 플레어, 베키 린치, 나탈리아, 타미나 스누카, 카멜라                                                    |
| 2017년 6월 18일 | 세인트루이스 | 머니 인 더 뱅크 (WWE 타이틀 도전권)                 | 새미 제인, 나카무라 신스케, 돌프 지글러, 케빈 오웬스, 배런 코빈, AJ 스타일스                               |
| 2017년 6월 27일 | 샌디에이고   | 스맥다운 (WWE 스맥다운 위민스 타이틀 도전권)        | 샬럿 플레어, 베키 린치, 나탈리아, 타미나 스누카, 카멜라                                                    |
| 2018년 6월 17일 | 로즈먼트     | 머니 인 더 뱅크 (여성)                              | 엠버 문, 사샤 뱅크스, 알렉사 블리스, 나탈리아, 샬럿 플레어, 베키 린치, 나오미, 라나                        |
| 2018년 6월 17일 | 로즈먼트     | 머니 인 더 뱅크 (남성)                              | 핀 베일러, 브라운 스트로우먼, 케빈 오웬스, 바비 루드, 더 미즈, 사모아 조, 루세프, 코피 킹스턴              |
| 2019년 5월 19일 | 하트퍼드     | 머니 인 더 뱅크 (여성)                              | 나탈리아, 나오미, 니키 크로스, 데이나 브룩, 베일리, 카멜라, 엠버 문, 맨디 로즈                             |
| 2019년 5월 19일 | 하트퍼드     | 머니 인 더 뱅크 (남성)                              | 브록 레스너, 드루 매킨타이어, 배런 코빈, 리코셰, 랜디 오턴, 핀 베일러, 안드라데, 알리                      |
| 2020년 5월 10일 | 스탬퍼드     | 머니 인 더 뱅크 (WWE 러 위민스 챔피언십)            | 아스카, 셰이나 배즐러, 나이아 잭스, 데이나 브룩, 레이시 에반스, 카멜라                                     |
| 2020년 5월 10일 | 스탬퍼드     | 머니 인 더 뱅크 (남성)                              | 알리스터 블랙, AJ 스타일스, 레이 미스테리오, 대니얼 브라이언, 킹 코빈, 오티즈                              |
| 2021년 7월 18일 | 포트워스     | 머니 인 더 뱅크 (여성)                              | 아스카, 나오미, 알렉사 블리스, 니키 A.S.H., 리브 모건, 젤리나 베가, 나탈리아, 타미나                       |
| 2021년 7월 18일 | 포트워스     | 머니 인 더 뱅크 (남성)                              | 리코셰, 존 모리슨, 리들, 드류 맥킨타이어, 빅 E, 케빈 오웬스, 킹 나카무라, 세스 롤린스                      |
| 2022년 7월 2일  | 패러다이스   | 머니 인 더 뱅크 (여성)                              | 알렉사 블리스, 리브 모건, 아스카, 베키 린치, 레이시 에반스, 라켈 로드리게스, 쇼치                          |
| 2022년 7월 2일  | 패러다이스   | 머니 인 더 뱅크 (남성)                              | 세스 롤린스, 오모스, 리들, 시어리, 드류 맥킨타이어, 셰이머스, 새미 제인, 매드캡 모스                       |
| 2023년 7월 1일  | 런던         | 머니 인 더 뱅크 (남성)                              | 리코셰, 나카무라 신스케, 데미안 프리스트, 로건 폴, LA 나이트, 산토스 에스코바르, 부치                      |
| 2023년 7월 1일  | 런던         | 머니 인 더 뱅크 (여성)                              | 베키 린치, 조이 스타크, 트리시 스트레터스, 젤리나 베가, 베일리, 이요 스카이                                |
| 2024년 7월 6일  | 토론토       | 머니 인 더 뱅크 (남성)                              | 제이 우소, 채드 게이블, 드류 맥킨타이어, 카멜로 헤이즈, 안드라데, LA 나이트                                |
| 2024년 7월 6일  | 토론토       | 머니 인 더 뱅크 (여성)                              | 이요 스카이, 라이라 발키리아, 조이 스타크, 첼시 그린, 티파니 스트랫턴, 나오미                              |
| 2025년 6월 7일  | 잉글우드     | 머니 인 더 뱅크 (여성)                              | 록샌 페레즈, 리아 리플리, 스테파니 바케르, 알렉사 블리스, 줄리아, 나오미                                   |
| 2025년 6월 7일  | 잉글우드     | 머니 인 더 뱅크 (남성)                              | 세스 롤린스, 펜타, 엘 그란데 아메리카노, 솔로 시코아, LA 나이트, 안드라데                                  |

## 가방의 사용
2005년
- 머니 인 더 뱅크를 따 내었던 에지는 약 9개월 후인 2006년 1월 당시 WWE 챔피언 존 시나가 WWE 일리미네이션 체임버 (2005) 경기를 마친 직후 경기장에 들어와 머니 인 더 뱅크를 사용하여 승리를 거둠으로써 제77대 WWE챔피언이 되는 데 성공하였다.

2006년
- 랍밴댐은 ECW의 페이 퍼 뷰였던 ECW 원 나잇 스탠드 (2006)에서 가방을 사용하였고 존 시나와의 WWE 챔피언십 익스트림 룰즈 매치에서 에지의 도움을 받아 승리를 거둠으로써 제79대 WWE챔피언이 되는 데 성공하였다.

2007년
- 미스터 케네디는 머니 인 더 뱅크를 다음해인 2008년 WWE 레슬매니아 24에서 사용할 것이라고 발표하였으나 2007년5월7일 에지와의 머니 인 더 뱅크가 걸려있는 경기에서 패배를 하면서 에지가 머니 인 더 뱅크를 소유하게 되었으며 4일후인 5월11일 당시 WWE 월드 헤비웨이트 챔피언이었던 언더테이커와 바티스타의 경기 직후 머니 인 더 뱅크를 사용하여 언더테이커를 상대로 승리함으로써 제16대 WWE 월드 헤비웨이트 챔피언에 올라가는 데 성공하였다.

2008년
- CM 펑크는 그 해 6월 30일 당시 WWE 월드 헤비웨이트 챔피언이었던 에지가 바티스타한테 습격당한 틈을 타 경기장에 등장하여 머니 인 더 뱅크를 사용하였고 승리를 거둠으로써 제22대 WWE 월드 헤비웨이트 챔피언이 되는 데 성공하였다.

2009년
- CM 펑크는 당시 WWE 월드 헤비웨이트 챔피언이었던 제프 하디와 에지와의 사다리 경기가 끝난 직후 머니 인 더 뱅크를 사용하고 승리를 거둠으로써 제31대 WWE 월드 헤비웨이트 챔피언이 되는 데 성공하였다.

2010년
- 잭 스웨거는 당시 WWE 월드 헤비웨이트 챔피언이었던 크리스 제리코가 에지한테 공격당한 틈을 타 경기장에 등장하여 자신의 머니 인 더 뱅크를 사용하겠다고 발표한 후 심판을 불러내어 즉석에서 WWE 월드 헤비웨이트 챔피언십을 치렀고 승리하며 제36대 WWE 월드 헤비웨이트 챔피언이 되는 데 성공하였다.

- 7월 18일자 스맥다운 머니 인 더 뱅크에서 우승한 케인은 같은 날 잭 스웨거를 상대로 타이틀을 방어한 레이 미스테리오에게 머니 인 더 뱅크 가방을 사용하여 제 38대 WWE 월드 헤비웨이트 챔피언이 되는데 성공하였다.

- 러 머니 인 더 뱅크를 따 내었던 더 미즈는 2010년 11월 당시 WWE 챔피언 랜디 오턴이 러(11월 22일)에서 웨이드 바렛과의 경기 후 경기장에 들어와 머니 인 더 뱅크를 사용하여 승리를 거둠으로써 제102대 WWE 챔피언이 되는 데 성공하였다.

2011년
- 러 머니 인 더 뱅크를 따 내었던 알베르토 델 리오는 WWE 섬머슬램 (2011) (8월 14일)에서 CM 펑크와 존 시나의 경기 후 경기장에 들어와 머니 인 더 뱅크를 사용하며 승리를 거둠으로써 새로운 WWE 챔피언이 되는 데 성공하였다.
- 스맥다운 머니 인 더 뱅크를 따 내었던 다니엘 브라이언은 WWE TLC (2011) (12월 18일)에서 빅 쇼와 마크 헨리의 경기 후 경기장에 들어와 머니 인 더 뱅크를 사용하며 승리를 거둠으로써 새로운 WWE 월드 헤비웨이트 챔피언이 되는 데 성공하였다.

2012년
- WWE 챔피언십 머니 인 더 뱅크를 따 내었던 존 시나는 1000회 특집 로우 (7월 23일)에서 CM 펑크와 WWE 타이틀전을 펼쳤지만 빅 쇼의 난입으로 인해 실격승을 기록하면서 새로운 WWE 챔피언이 되는 데 실패하면서 2005년 머니 인 더 뱅크 경기가 생긴 이래 최초의 캐싱 인 실패자가 되고 말았다.

- WWE 월드 헤비웨이트 챔피언십 머니 인 더 뱅크를 따 내었던 돌프 지글러는 2013년 4월 9일 WWE 월드 헤비웨이트 챔피언 알베르토 델 리오에게 RAW(4월8일)에서 잭 스웨거 & 잭 콜터와의 핸디캡 경기 후 경기장에 들어와 머니 인 더 뱅크를 사용하여 승리를 거둠으로써 WWE 월드 헤비웨이트 챔피언이 되는데 성공했다.

2013년
- WWE 챔피언십 머니 인 더 뱅크를 따 내었던 랜디 오턴은 WWE 섬머슬램 (2013) (8월 18일)에서 존 시나와 다니엘 브라이언의 경기 후 등장했지만, 다시 돌아가려던 찰나 특별심판으로 참여했던 트리플H가 새로운 WWE 챔피언에 등극한 다니엘 브라이언에게 페디그리를 선사하였다. 이윽고 랜디오턴은 특별심판인 트리플H에게 머니 인 더 뱅크를 건네며 사용하였고 승리를 거둠으로써 새로운 WWE 챔피언이 되는 데 성공하였다.

- WWE 월드 헤비웨이트 챔피언십 머니 인 더 뱅크를 따 내었던 데미안 샌도우는 2013년 11월 4일 RAW에서 존시나의 WWE 월드헤비웨이트 챔피언 복귀후 등극 세그먼트 도중 난입해 머니 인 더 뱅크 가방으로 존 시나의 부상당한 왼쪽팔을 수차레 공격후 장외에서 더욱 더 팔을공격하여 거의 못쓰게 만든뒤 머니 인 더 뱅크를 사용했으나 존 시나에게 두 번째 AA(Attitude Adjustment 에티튜드 어드저스트먼트)를 얻어맞고는 패배하여 두 번째 캐싱인 실패자가 되고 말았다. 또한 이경기를 통해 최초로 실패자가 또다른 실패자를 만드는 결과를 초래했다.

2014년
- 2014년에 WWE 챔피언십 머니 인 더 뱅크를 따 내었던 세스 롤린스는 2015년 WWE 레슬매니아 31에서 브록 레스너 vs 로만 레인즈의 WWE 챔피언쉽 경기 도중에 끼어들어서 머니 인 더 뱅크를 사용하였다 그리고 3자간 매치로 바뀌고 로만에게 커브 스톰프로 선사하고 승리를 거둠으로써 새로운 WWE 챔피언 되는 데 성공하였다.

2015년
- WWE 챔피언십 머니 인 더 뱅크를 따 내었던 셰이머스는 WWE 서바이버 시리즈 (2015)에서 로만 레인즈의 첫 챔피언 등극 후 트리플 H가 로만 레인즈의 손을 번쩍 든 후 로만 레인즈에게 악수를 청하지만 로만 레인즈는 트리플 H에게 스피어로 공격하고 이후 셰이머스는 로만 레인즈에게 브로그 킥으로 기습하고, 머니 인 더 뱅크를 사용한다. 셰이머스는 곧바로 커버에 들어가지만 투 카운트로 그치고, 다시 브로그 킥으로 로만 레인즈에게 승리를 거둠으로써 새로운 WWE 챔피언에 되는 데 성공하였다.

2016년
- WWE 머니 인 더 뱅크에 가방을 획득하여 승리한 딘 엠브로스가 WWE 챔피언쉽 매치이자 전 쉴드 멤버들이었던 로만 레인즈 대 세스 롤린스의 대립의 끝에 세스 롤린스가 승리하던 그 순간 곧바로 캐싱인을 하여 커버에 쓰리 카운트로 새로운 WWE 챔피언을 획득하는데 성공하여 역사상 최초의 머니 인 더 뱅크에서만의 빠른 캐싱인을 한 경기였다.

2017년
- 최초 여성 머니 인 더 뱅크를 따 내었던 카멜라는 제임스 엘스워스가 대신해 따 내 무효처리 돼서 6월 27일자 스맥다운에서 머니 인 더 뱅크 재경기를 치러서 2회 우승자가 됐다.

- 남성 머니 인 더 뱅크를 따 내었던 배런 코빈은 8월 15일 스맥다운에서 존 시나 vs 진더 마할의 논 타이틀 경기에 난입해 존 시나를 공격하고 돌아가려던 찰나, 머니 인 더 뱅크 생각을 해 사용을 하지만 존 시나의 방해 때문에 6초만에 롤업패 동시에 존 시나와 데미안 샌도우에 이은 세 번째 캐싱인 실패자가 되고 말았다.

- 2017년에 WWE 스맥다운 위민스 챔피언십 머니 인 더 뱅크를 따 내었던 카멜라는 2018년 4월 10일에 WWE 스맥다운 위민스 챔피언이었던 샬럿 플레어가 아이코닉스 (빌리 케이 & 페이튼 로이스)한테 습격당한 틈을 타 경기장에 등장하여 머니 인 더 뱅크를 사용하였고 승리를 거둠으로써 제8대 WWE 스맥다운 위민스 챔피언이 되는 데 성공하였다.

2018년
- 2018년 여성 머니 인 더 뱅크 가방을 획득하여 승리한 알렉사 블리스는 같은 날 나이아 잭스 vs 론다 로우지의 WWE 러 위민스 챔피언쉽 매치에 난입해 론다 로우지를 공격해 실격처리 해 버리고, 그리고 바로 나이아 잭스에게 캐싱 인을 하여 DDT에 이은 트위트티드 블리스로 승리를 거둠으로써 제13대 WWE 러 위민스 챔피언이 되는 데 성공하였다.

- 남성 머니 인 더 뱅크를 획득한 브라운 스트로우먼은 8월 27일자 러에서 유니버셜 챔피언인 로만 레인즈에게 헬 인 어 셀에서 가방 사용과 동시에 유니버셜 챔피언십에 도전을 선언한다. 헬 인 어 셀 당일 로만 레인즈 vs 브라운 스트로우먼 헬 인 어 셀 경기에 브록 레스너가 난입해 쓰러진 로만 레인즈와 브라운 스트로우먼을 습격해 무승부가 되었고, 결국 브라운 스트로우먼은 존 시나와 데미안 샌도우, 배런 코빈에 이은 네 번째 캐싱인 실패자가 되었다.

2019년
- 2019년 여성 머니 인 더 뱅크 가방을 획득하여 승리한 베일리는 같은 날 베키 린치 vs 샬럿 플레어의 WWE 스맥다운 위민스 챔피언쉽 매치가 끝난 이후 WWE 스맥다운 위민스 챔피언에 등극한 샬럿과 레이시 에반스에게 구타 당하고 있던 베키 린치를 구하고 그 과정에서 베일리는 샬럿의 공격을 피해 턴버클에 부딪히게 하고 그리고 샬럿에게 캐싱 인을 하여 다이빙 엘보 드롭으로 승리를 거둠으로써 제15대 WWE 스맥다운 위민스 챔피언이 되는 데 성공하였다.

- 남성 머니 인 더 뱅크를 획득한 브록 레스너는 WWE 익스트림 룰스 (2019)에서 베키 린치 & 세스 롤린스 vs 레이시 에반스 & 배런 코빈의 라스트 찬스 위너 테이크 올 & 익스트림 룰스 믹스드 태그 경기 후에 WWE 유니버셜 챔피언인 세스 롤린스에게 저먼 수플렉스를 2번이나 하고 머니 인 더 뱅크를 캐싱 인을 하여 F-5로 승리를 거둠으로써 제8대 WWE 유니버셜 챔피언이 되는데 성공했다.

2020년
- 남성 머니 인 더 뱅크 가방을 획득한 오티스는 WWE 헬 인 어 셀 (2020)에서 미즈와의 머니 인 더 뱅크가 걸려있는 경기에서 터커의 배신으로 패배를 하면서 미즈가 머니 인 더 뱅크를 소유하게 되었으며 이후 2021년 2월 당시 WWE 챔피언 드루 매킨타이어가 WWE 일리미네이션 체임버의 WWE 챔피언십 일리미네이션 체임버 경기를 마친 후 바비 래쉴리에게 습격을 당한 후에 등장해 머니 인 더 뱅크를 사용하여 승리를 거둠으로써 제140대 WWE 챔피언이 되는 데 성공하였다.

2021년
- 2021년 여성 머니 인 더 뱅크 가방을 획득하여 승리한 니키 A.S.H.는 WWE 머니 인 더 뱅크 (2021) 이후의 7월 19일자 러에서 WWE 러 위민스 챔피언 샬럿 플레어 vs 리아 리플리의 WWE 러 위민스 챔피언쉽 매치가 리아 리플리의 실격승으로 끝나자 샬럿 플레어와 리아 리플리가 링 밖에서 난투극을 벌이고 그 과정에서 리아 리플리가 샬럿 플레어에게 립타이드를 시전과 동시에 등장해 리아 리플리가 샬럿 플레어를 링으로 올려 보내자 니키 A.S.H.는 WWE 러 위민스 챔피언인 샬럿 플레어에게 머니 인 더 뱅크를 사용하여 승리를 거둠으로써 제21대 WWE 러 위민스 챔피언이 되는 데 성공하였다.

- 남성 머니 인 더 뱅크 가방을 획득한 빅 E는 9월 13일자 러에서 캐싱인을 예고하였고, 9월 13일자 러에서의 WWE 챔피언 바비 래쉴리 vs 랜디 오턴의 WWE 챔피언쉽 매치가 바비 래쉴리의 WWE 챔피언 방어로 끝난 이후 바비 래쉴리는 랜디 오턴과 리들을 모두 쓰러뜨리고 빅 E가 등장해 WWE 챔피언인 바비 래쉴리에게 머니 인 더 뱅크 캐싱인을 해서 승리를 거둠으로써 제142대 WWE 챔피언이 되는 데 성공하였다.

2022년
- 2022년 여성 머니 인 더 뱅크 가방을 획득하여 승리한 리브 모건은 당일 WWE 스맥다운 위민스 챔피언인 론다 로우지 vs 나탈리아의 WWE 스맥다운 위민스 챔피언쉽 매치가 론다 로우지의 WWE 스맥다운 위민스 챔피언 방어로 끝난 이후에 나와 WWE 스맥다운 위민스 챔피언 론다 로우지에게 머니 인 더 뱅크 가방을 사용하여 승리를 거두고 제23대 WWE 스맥다운 위민스 챔피언이 되는 데 성공하였다.

- 남성 머니 인 더 뱅크 가방을 획득한 오스틴 시어리는 11월 7일자 러에서 WWE 유나이티드 스테이츠 챔피언인 세스 롤린스 vs 바비 래쉴리의 WWE 유나이티드 스테이츠 챔피언쉽이 시작 전에 바비 래쉴리가 세스 롤린스를 무차별 공격한 이후에 등장해 WWE 유나이티드 스테이츠 챔피언 세스 롤린스에게 머니 인 더 뱅크 캐싱인을 하나 바비 래쉴리가 다시 등장해 방해하는 바람에 존 시나와 데미안 샌도우, 배런 코빈, 브라운 스트로우먼에 이은 다섯 번째 캐싱인 실패자가 되었다. 여담으로 월드 챔피언십 캐싱인이 아닌 최초의 기타 챔피언십에 캐싱인이 나왔다.

2023년
- 2023년 여성 머니 인 더 뱅크 가방을 획득하여 승리한 이요 스카이는 WWE 섬머슬램 (2023)에서 (신)WWE 위민스 챔피언 아스카 vs 샬럿 플레어 vs 비앙카 벨레어의 (신)WWE 위민스 챔피언쉽 매치가 비앙카 벨레어의 (신)WWE 위민스 챔피언 등극으로 끝난 이후에 베일리와 같이 나와 베일리의 도움으로 (신)WWE 위민스 챔피언 비앙카 벨레어에게 머니 인 더 뱅크 가방을 사용하여 승리를 거두고 제27대 (신)WWE 위민스 챔피언이 되는 데 성공하였다.

- 2023년 남성 머니 인 더 뱅크 가방을 획득한 데미안 프리스트는 WWE 레슬매니아 40 - 2일차에 드루 매킨타이어가 세스 롤린스를 이기고 (신)월드 헤비웨이트 챔피언 등극 이후 승리의 기쁨을 누리고 중계석에 있던 CM 펑크와 말싸움 하다가 모욕성 자세를 하자 열받은 CM 펑크에게 공격당한 이후에 등장해 (신)월드 헤비웨이트 챔피언 드루 매킨타이어에게 머니 인 더 뱅크 캐싱인을 해서 승리를 거두고 동시에 제3대 (신)월드 헤비웨이트 챔피언에 등극한다.

2024년
- 7월 6일자 머니 인 더 뱅크에서 우승한 드류 맥킨타이어는 같은 날 데미안 프리스트 vs 세스 롤린스의 (신)월드 헤비웨이트 챔피언쉽 경기 도중에 끼어들어서 머니 인 더 뱅크를 사용하였다 동시에 3자간 매치로 변경이 되었고, CM 펑크가 난입해 방해를 하는 바람에 존 시나와 데미안 샌도우, 배런 코빈, 브라운 스트로우먼, 오스틴 시어리에 이은 여섯 번째 캐싱인 실패자가 되었다.

- 2024년 여성 머니 인 더 뱅크 가방을 획득하여 승리한 티파니 스트랫턴은 2025년 1월 3일자 스맥다운에서 (신)WWE 위민스 챔피언 나이아 잭스 vs 나오미의 (신)WWE 위민스 챔피언쉽 경기 도중에 나와서 캐싱인을 할려나 캔디스 르레가 심판과 무언가 말하는 것을 보고는 캐싱인을 하지는 않고 심판 몰래 나오미를 머니 인 더 뱅크 가방으로 가격하고 (신)WWE 위민스 챔피언 나이아 잭스의 (신)WWE 위민스 챔피언쉽 방어에 결정적 역할을 한다. 이후 (신)WWE 위민스 챔피언 나이아 잭스와 캔디스 르레와 함께 승리를 자축하는 도중에 (신)WWE 위민스 챔피언 나이아 잭스와 캔디스 르레를 공격하고, 비앙카 벨레어가 (신)WWE 위민스 챔피언 나이아 잭스에게 피니쉬 기술인 KOD로 피폭시킨 사이에 비앙카 벨레어를 공격하고 (신)WWE 위민스 챔피언 나이아 잭스에게 머니 인 더 뱅크 가방을 캐싱인을 하여 승리를 거두고 제30대 (신)WWE 위민스 챔피언이 되는 데 성공하였다.

2025년
- 2025년 여성 머니 인 더 뱅크 가방을 획득한 나오미는 WWE 에볼루션 (2025)에서 위민스 월드 챔피언 이요 스카이 vs 리아 리플리의 위민스 월드 챔피언쉽 경기 도중에 끼어들어서 머니 인 더 뱅크 캐싱인과 동시에 3자간 매치로 변경되고 위민스 월드 챔피언 이요 스카이에게 머니 인 더 뱅크 가방을 가격하고 그리고 리아 리플리를 링 밖으로 떨어지게 한 후 위민스 월드 챔피언 이요 스카이에게 스플릿 레그 문설트를 시전하여 제31대 위민스 월드 챔피언 등극에 성공하였다.

- 2025년 남성 머니 인 더 뱅크 가방을 획득한 세스 롤린스는 WWE 섬머슬램 (2025)에서 (신)월드 헤비웨이트 챔피언 군터와 CM 펑크의 (신)월드 헤비웨이트 챔피언쉽 경기가 CM 펑크의 (신)월드 헤비웨이트 챔피언쉽 등극으로 끝난 이후에 등장했지만, 부상 때문에 양쪽 목발을 짚었기 때문에 (신)월드 헤비웨이트 챔피언 CM 펑크에게 도발과 동시에 경고를 하고 뒤로 돌아가려던 찰나 양쪽 목발을 떨어뜨리고 동시에 보호대를 풀어버리고 정상적인 빠른 걸음으로 (신)월드 헤비웨이트 챔피언 CM 펑크에게 다가오고 동시에 (신)월드 헤비웨이트 챔피언 CM 펑크를 공격 한 뒤 월드 헤비웨이트 챔피언 CM 펑크에게 머니 인 더 뱅크 캐싱인을 하여 승리를 거두고 제8대 (신)월드 헤비웨이트 챔피언이 되는 데 성공하였다.

## 같이 보기
- 피스트 오 파이어드